# Apolloprogrammets månlandare
Månlandare, på engelska inledningsvis kallad Lunar Excursion Module (LEM) men senare bara LM (Lunar Module), användes i det bemannade rymdprojektet Apollo mellan 1969 och 1972. Den upphandlades av NASA som den sista farkostkomponenten i Apolloprogrammet sedan Lunar Orbit Rendezvous valts som metod för att genomföra programmets mål. Kontraktet tilldelades i januari 1963 flygplanstillverkaren Grumman Corporation i Bethpage, New York två år efter att arbetet med kommandomodulen påbörjats.

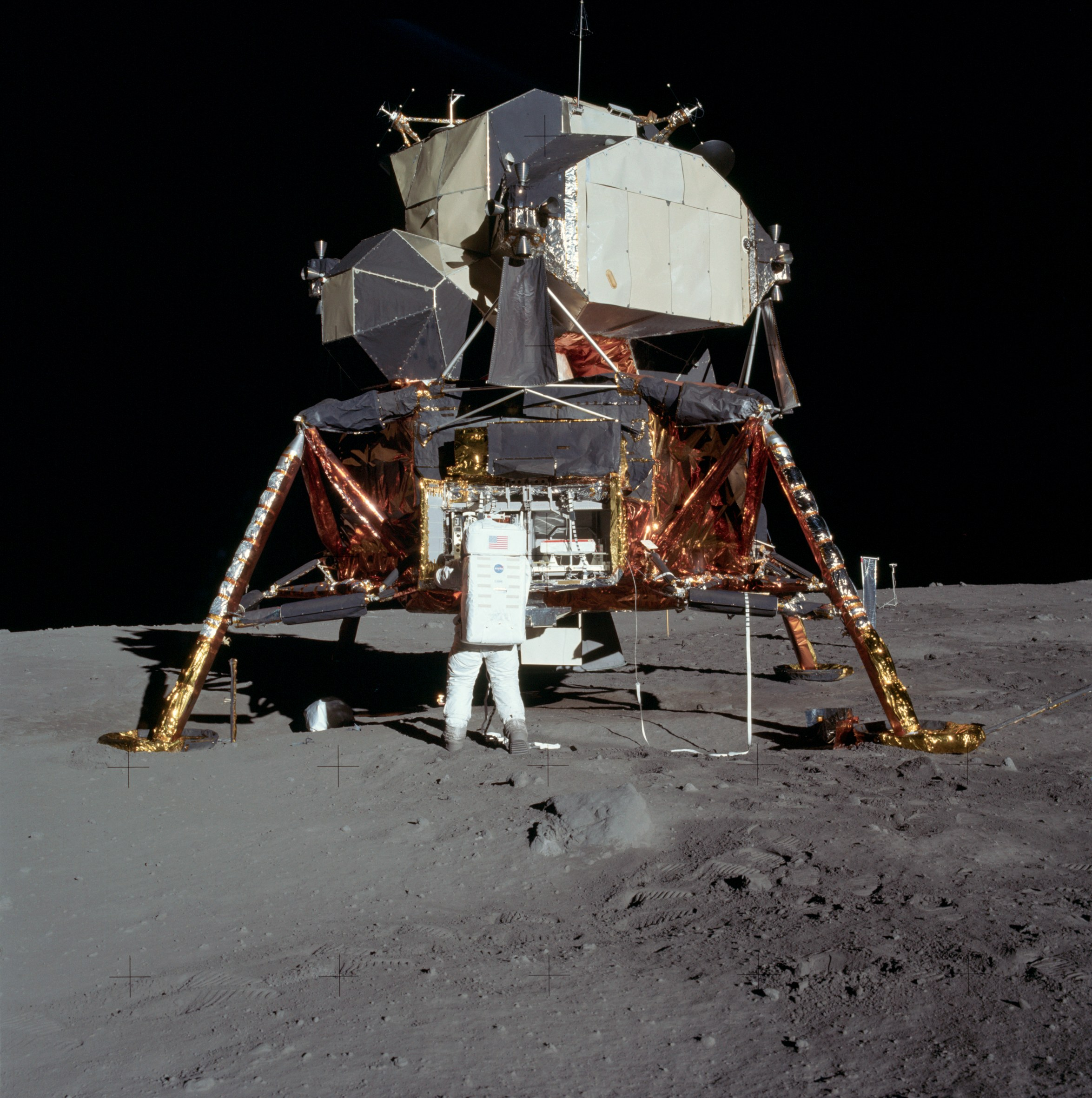
Buzz Aldrin framför månlandaren-5 (Eagle). Neil Armstrong bakom kameran.

## Konstruktion

### Övergripande krav
Månlandaren var den första rymdfarkost som konstruerades för att enbart flyga i rymden och således inte behövde ta hänsyn till atmosfärens påverkan i samband med start och landning. Detta innebar att den i princip kunde anta vilken form som helst så länge den uppfyllde de grundläggande kraven att:
- kunna föra två astronauter från omloppsbana kring månen ner till en säker landning på månens yta,
- kunna utgöra en säker och livsuppehållande bas för de två astronauterna under tiden på månens yta
- kunna föra de två astronauterna tillbaka upp i omloppsbana kring månen för att docka med kommandomodulen för färd tillbaka till jorden.

Den tänkta funktionen för månlandaren dikterades av den valda färdmetoden LOR (Lunar Orbit Rendevouz). Detta innebar att den i huvudsak måste konstrueras som två separata farkoster - ett undre landningssteg med raketmotor för färden ner till månens yta som sedan fungera som startramp för ett övre retursteg med raketmotor för återfärden till omloppsbana samt dockning med kommandomodulen innan återfärd.
Tekniska data:
Returstegets höjd: 3,76 m Landningsstegets höjd: 3,23 m
Landställets diameter: 9,45 m Vikt (på jorden): 14 500 kg

### Landningsteget
Landningssteget, som utgjorde den undre delen av månlandaren, kom till slut att utformas som en kvadratiskt formad låda tillverkad av en ram av rör som utvändigt täcktes med en tunn värmereflekterande folie. I lådans mitt placerades raketmotorn för färden från omloppsbana ner till månens yta. Runt om raketmotorn placerades tankar med bränsle för raketmotorn, batterier för elförsörjning samt diverse vetenskaplig utrustning som användes på månens yta (till exempel månbilen). I vardera hörnet av landningssteget fanns ett landställ bestående av fyra utfällbara ben med runda markfötter.
För att möjliggöra en kontrollerad inbromsning och landning på månen stod det tidigt klart att landningsstegets raketmotor måste ha en steglöst justerbar dragkraft. En sådan raketmotor hade aldrig tidigare konstruerats varför denna uppgift var en av de största tekniska utmaningarna i hela Apolloprogrammet. Två olika lösningar undersöktes och valet föll till slut på en variant där bränslemängden till raketmotorn kunde justeras antingen manuellt eller via månlandarens dator.
Landstället konstruerades så att det kunde ta upp och dämpa eventuella krafter i landningen samt på ett sådant sätt att det skulle kunna hålla månlandaren upprätt i upp till sex graders marklutning. Markfoten i änden av vardera benet hade en diameter på 94 cm. På undersidan av vardera foten fanns 152 cm långa elektromagnetiska sensorer. När dessa vidrörde månens yta tändes en indikator ("contact light") på månlandarens instrumentpanel. Detta var en signal till astronauterna att stänga av raketmotorn och låta månlandaren falla fritt den återstående biten ner till månen.

### Retursteget
Retursteget, som utgjorde den övre delen av LEM, utformades kring en cylindrisk del för besättningen (2,35x1,07 m) för de två astronauterna. I besättningens del skapades ett utrymme till höger för LMP (Lunar Module Pilot) och ett utrymme till vänster för CDR (Commander). Upptill i taket fanns en rund lucka med mekanism för att docka med kommandomodulen.
Genom att låta astronauterna färdas stående fastspända med remmar så inte bara minskade man vikten på månlandaren, man kunde också använda mindre fönster med bibehållen utsikt. Mellan astronauterna placerades månlandarens dator, manöverpanel, navigationsperiskop samt nertill en fyrkantig lucka för att klättra ut och in efter landningen på månen. Framför vardera astronauten fanns ett trekantigt fönster som gav maximal utblick snett nedåt mot månens yta i samband med landningen. För manövrering av månlandaren hade MC en treaxlig styrspak för attitydkontroll samt en styrspak för justering av landningsstegets dragkraft.
Returstegets raketmotor var placerad under ett täcklock på undersidan av besättningsfarkosten. Dess bränsletankar placerades utvändigt på höger respektive vänster sida. Utvändigt fanns även fyra stycken kluster med styrraketer för attitydkontroll, antenner för kommunikation samt en radar för höjdmätning i samband med landningen.

### Dator
Månlandarens dator hade samma design som kommandomodulens och utvecklades vid MIT. Den hade en ordlängd på 15 bitar med en paritetsbit, 2048 ord RAM i form av magnetkärneminne  och 36,864 ord ROM i repkärnminne. 

## Färden och landningen på månen
Färden ner mot landning startade med att de två astronauterna klättrade över från kommandomodulen till månlandaren. Sedan, när månlandaren kopplats loss, flög de två farkosterna bredvid varandra. kommandomodulespiloten (CMP) kontrollerade då visuellt att det inte fanns några synliga skador på månlandaren samt att landstället var korrekt utfällt. Han manövrerade därefter kommandomodulen till en cirkulär omloppsbana 4 km högre än månlandaren (111 km över månens yta).
Landningen inleddes därefter med att månlandaren vändes med landningsstegets raketmotor riktad rakt framåt i färdriktningen. Därefter startades raketmotorn och bromsade in månlandaren till en elliptisk omloppsbana (Descent Orbit Insert). Manövern, som utfördes utan radiokontakt på månens baksida, innebar att månlandaren i omloppsbanans lägsta punkt befann sig 15000 meter över månens yta 482 km innan den tänkta landningsplatsen.
När månlandaren nådde den lägsta punkten i omloppsbanan var dess hastighet 1700 m/s. Raketmotorn startades då på nytt för den slutliga inbromsningen och landningen på månen (Powered Descent Insert). Den mycket komplexa färden ner till ca. 100 meters höjd styrdes helt av ett program i månlandarens dator. På 3000 meters höjd och ungefär 10000 m innan den tänkta landningsplatsen började månlandaren stegvis vinklas till upprättstående med raketmotorn vertikalt riktad mot månens yta. I detta läge gjorde astronauterna en visuell bedömning av månens yta och valde ut den slutliga platsen för landningen. MC tog nu kontroll över månlandaren och styrde ner manuellt till en säker landning på månens yta.
För färden tillbaka till omloppsbana och dockning med CSM användes returstegets raketmotor. För att minimera risken för ett fatalt driftbortfall hade denna raketmotor konstruerats med så få delar som möjligt. I princip bestod den bara av en brännkammare, två trycksatta bränsletankar samt två elektriska ventiler. När ventilerna öppnades pressades bränslet in i brännkammaren och antändes automatiskt.
Återfärden var indelad i två steg - vertikal uppstigning och injektion i omloppsbana. Manövern, som tog sju minuter, gav månlandaren en slutlig hastighet av 1800 m/s i en omloppsbana ca. 85 km över månens yta. Därefter påbörjades ett antal mindre justeringar som slutade med dockning med CSM ca tre och en halv timme efter avfärden från månen.

## Bemannade flygningar
Efter diverse tekniska problem, fördyringar och förseningar var den första månlandaren färdig för bemannad flygning i början av 1969. Vid denna första färd (Apollo 9) provades LM-3 (Spider) i omloppsbana kring jorden. Apollo 10 med LM-4 (Snoopy) gick till omloppsbana kring månen samt färd ner till den lägre omloppsbanan innan sista steget i landningen påbörjades. LM-5 (Eagle) användes under Apollo 11 av Neil Armstrong och Edwin Aldrin till den första på månens yta.
Landningen med Apollo 11 uppfyllde projektets politiska målsättning. Rent tekniskt och vetenskapligt var landningen dock delvis ett misslyckande eftersom man missade den tänkta landningsplatsen och i praktiken inte hade någon aning om var man egentligen hamnat. Omfattande förbättringar infördes i månlandarens navigationssystem vilket bland annat innebar att man från jorden i realtid kunde mäta och korrigera månlandarens exakta position över månen under den sista delen av landningen. Förbättringarna var klara i tid för nästa resa där Apollo 12 lyckades landa inom 200 meter från den plats där Surveyor 3 landat några år tidigare.
Under Apolloprogrammets slutskede genomfördes ytterligare fem resor till månen varav fyra innebar lyckade landningar. Apollo 13s landning fick dock ställas in efter att en syrgastank i servicemodulen exploderat och LM-7 (Aquarius) användes som livbåt för att rädda astronauterna hem till jorden. Totalt genomfördes nio resor med månlandaren varav alla var tekniskt lyckade, åtta innebar färd kring månen och sex med lyckade landningar på densamma.

## Producerade månlandare
| Nr    | Namn       | Flygning                                           | Uppskjutning                                       | Nuvarande plats |  |
| ----- | ---------- | -------------------------------------------------- | -------------------------------------------------- | --- |  |
| LM-1  |            | Apollo 5                                           | 22 januari 1968                                    | Brann upp i jordens atmosfär.                                                                                                  |  |
| LM-2  |            | Användes för markbaserade tester.                  | Användes för markbaserade tester.                  | National Air and Space Museum, Washington, DC.                                                                                 |  |
| LM-3  | Spider     | Apollo 9                                           | 3 mars 1969                                        | Brann upp i jordens atmosfär.                                                                                                  |  |
| LM-4  | Snoopy     | Apollo 10                                          | 18 maj 1969                                        | Landningssteget kraschade på månen. Retursteget i omloppsbana runt solen. Enda retursteget som inte kraschat.                  |  |
| LM-5  | Eagle      | Apollo 11                                          | 16 juli 1969                                       | Landningssteget står på månen. Retursteget lämnades i omloppsbana runt månen. Har troligen kraschat på månen.                  |  |
| LM-6  | Intrepid   | Apollo 12                                          | 14 november 1969                                   | Landningssteget står på månen. Retursteget kraschades medvetet på månen.                                                       |  |
| LM-7  | Aquarius   | Apollo 13                                          | 1 april 1970                                       | Brann upp i jordens atmosfär.                                                                                                  |  |
| LM-8  | Antares    | Apollo 14                                          | 31 januari 1971                                    | Landningssteget står på månen. Retursteget kraschades medvetet på månen.                                                       |  |
| LM-9  |            | Flög inte, skulle använts vid Apollo 15s flygning. | Flög inte, skulle använts vid Apollo 15s flygning. | Kennedy Space Center (Apollo/Saturn V Center)                                                                                  |  |
| LM-10 | Falcon     | Apollo 15                                          | 26 juli 1971                                       | Landningssteget står på månen. Retursteget kraschades medvetet på månen.                                                       |  |
| LM-11 | Orion      | Apollo 16                                          | 16 april 1972                                      | Landningssteget står på månen. Retursteget lämnades i omloppsbana runt månen. Kraschade senare på månen.                       |  |
| LM-12 | Challenger | Apollo 17                                          | 7 december 1972                                    | Landningssteget står på månen. Retursteget kraschades medvetet på månen.                                                       |  |
| LM-13 |            | Flög inte, skulle använts vid Apollo 18s flygning. | Flög inte, skulle använts vid Apollo 18s flygning. | Cradle of Aviation Museum, Long Island, New York. Användes vid filmningen av HBO's 1998 mini-serie From the Earth to the Moon. |  |
| LM-14 |            | Flög inte, skulle använts vid Apollo 19s flygning. | Flög inte, skulle använts vid Apollo 19s flygning. | Aldrig färdigställd. |  |
| LM-15 |            | Flög inte.                                         | Flög inte.                                         | Skrotad. |  |